# Epideira beachportensis
Epideira beachportensis é uma espécie de gastrópode do gênero Epideira, pertencente à família Horaiclavidae.